# Karel Pelant
Karel Pelant (28. října 1874, Praha – 24. ledna 1925, Praha) byl český novinář, autor žurnalistické beletrie, průkopník esperanta (zakladatel našich prvních esperantských spolků), volnomyšlenkářský polemik proti katolické církvi a proti maloburžoaznímu způsobu života, překladatel z anglické literatury a z francouzského jazyka.

## Život
Narodil se v rodině strojvůdce Karla Pelanta (*1842) a jeho manželky Marie, rozené Schneiderové (*1851). Byl druhý ze šesti sourozenců. Studoval externě na reálce a v letech 1894–1897 na Uměleckoprůmyslové škole všeobecnou školu modelování.
Celý život pracoval jako novinář. Nejprve v Kolíně, kde vydával vlastní časopis a v období 1904–1905 v Rovnosti v Brně. V roce 1905 se navrátil do Prahy, zde i v Plzni vydával vlastní týdeníky a od roku 1920 do smrti byl redaktorem pražského Večera. Často cestoval po Evropě, v letech 1908 a 1919 absolvoval delší studijní pobyty v USA.
Zemřel na následky zranění poté, co ho srazil automobil.

### Angažovaný ateista
V roce 1898 vystoupil z římskokatolické církve a byl aktivní v protiklerikálním hnutí. Stal se členem spolku občanů bez vyznání Augustin Smetana, přednášel a publikoval.
Patřil k spoluzakladatelům Volné myšlenky a organizátorům předválečného protiklerikálního hnutí. Pravidelně přispíval do časopisu Volná myšlenka, jeden rok působil redaktorsky ve Volné škole (1906–1907), byl redaktorem Večera. Bývá řazem mezi stoupence tzv. nového náboženství (podobně jako Otakar Kunstovný, Ladislav Kunte). Zúčastnil se světových kongresů ateistického hnutí Volné myšlenky v Římě 1904 a v Paříži 1905 jako sekretář české sekce.
Byl předsedou Prvního spolku esperantistů v Brně, který vzniknul v roce 1901 v Brně.

### Rodinný život
V roce 1921 se Karel Pelant oženil s Růženou, rozenou Hudlickou (1886–1959). Manželka Růžena Pelantová byla sociální pracovnice, funkcionářka národně socialistické strany a v období 1946–1948 náměstkyně primátora hlavního města Prahy. Dcera PhDr. Artemis Pelantová, provdaná Hujerová (1903–1937) byla středoškolská profesorka a publicistka.

## Dílo
- Seznam děl v Souborném katalogu ČR, jejichž autorem nebo tématem je Karel Pelant

- Populární přednáška p. prof. dr. Brepty (1896)
- Pranýř klerikalismu (1899)
- Idea řeči mezinárodní (1902)
- Listy z kongresu Volné myšlenky v Římě (1904)
- Vatikán (1907)
- Florián, bývalý svatý (1907)
- Otcové Volné myšlenky (1907)
- Křesťanství a klerikalismus (1909)
- Redaktor (1909)
- Plato (1909)
- Králíci a lidé (1909)
- Pohřeb ohněm nebo hnitím? (1909)
- Příští národ (1909)
- Sokolstvo a Volná myšlenka (1909)
- Základ blahobytu (1909)
- Žena, muž a společnost (1909)
- Kopa kapiček. Napršely do života K. Pelanta (1912)
- Co vidí turista v Plzni? (1914)
- Mandle (1918)
- Anglicky radostně (1919)
- Amerika, jaká je vskutku (1919, inspirováno pobytem v USA)
- Klíč k architektuře (1920)
- Věř v seznam bludů (1920)
- Knížka o našem Karlu Havlíčkovi (1921)
- Čím nahraditi stará náboženství? (1921)
- Věřím… (1921)

## Karel Pelant očima jiných
Portréty Karla Pelanta vytvořili Jaroslav Hašek v Dějinách strany mírného pokroku v mezích zákona (Pelantova aféra) a Josef Svatopluk Machar ve Zpovědi literáta (O Karlu Pelantovi, 1928).